# Maciej Freimut
Maciej Freimut (* 24. Februar 1967 in Wąbrzeźno) ist ein ehemaliger polnischer Kanute.

## Erfolge
Maciej Freimut nahm an drei Olympischen Spielen teil. Bei seinem Olympiadebüt 1988 in Seoul ging er unter anderem mit Wojciech Kurpiewski im Zweier-Kajak über 500 Meter an den Start und erreichte mit ihm nach einem vierten Rang im Vorlauf noch nach einem dritten Platz im Hoffnungslauf das Halbfinale, das sie ebenfalls auf Rang drei beendeten. Im Endlauf belegten sie den sechsten Platz. Darüber hinaus gehörte Freimut zum polnischen Aufgebot im Vierer-Kajak auf der 1000-Meter-Strecke, auf der sich die Mannschaft nach einem Sieg im Vorlauf und Rang zwei im Halbfinale ebenfalls für den Endlauf qualifizierte. Sie schloss das Finalrennen auf dem fünften Platz ab.
Bei den Olympischen Spielen 1992 in Barcelona ging Freimut in denselben Disziplinen wie vier Jahre zuvor an den Start. Mit Wojciech Kurpiewski zog er dank eines Sieges im Vorlauf und Rang zwei im Halbfinale erneut ins Finale ein, in dem die beiden nach 1:29,84 Minuten hinter den siegreichen Deutschen Kay Bluhm und Torsten Gutsche als Zweite die Ziellinie überquerten und die Silbermedaille gewannen. Im Vierer-Kajak gelang ebenfalls die erneute Finalqualifikation und die Polen beendeten das Finalrennen auf dem sechsten Platz. 1996 bildete Freimut bei den Olympischen Spielen in Atlanta im Zweier-Kajak auf der 500-Meter-Strecke ein Team mit Adam Wysocki. Sie erreichten als Zweite ihres Vorlaufs und Dritte ihres Halbfinals den Endlauf, in dem sie Platz fünf belegten.
Bei den Weltmeisterschaften 1989 in Plowdiw gewann Freimut im Vierer-Kajak über 1000 Meter die Silbermedaille, während er im Zweier-Kajak über 500 Meter mit Wojciech Kurpiewski Bronze gewann. Ein Jahr darauf wurde Freimut in Posen im Einer-Kajak auf der 1000-Meter-Strecke Vizeweltmeister. Mit Kurpiewski sicherte sich Freimut im Zweier-Kajak über 500 Meter 1993 in Kopenhagen Silber. Darüber hinaus belegte er auch im Vierer-Kajak auf der 10.000-Meter-Distanz den zweiten Platz. 1994 wurde er in Mexiko-Stadt im Zweier-Kajak über 200 Meter mit Adam Wysocki erstmals Weltmeister und gewann mit ihm 1995 in Duisburg über 500 Meter Bronze. Bei den Europameisterschaften 1997 in Plowdiw belegten Freimut und Wysocki im Zweier-Kajak über 200 Meter Platz drei und über 500 Meter Platz zwei.
Freimut wurde im Einer- und Zweier-Kajak insgesamt 20 Mal polnischer Landesmeister.